# Albert Rehm
Albert Rehm (Augusta, 15 agosto 1871 – Monaco di Baviera, 31 luglio 1949) è stato un filologo tedesco.

## Biografia
Dopo aver frequentato la scuola e essersi diplomato al liceo, Rehm studiò nella sua città natale, Augusta, come borsista della Fondazione Maximilianeum presso le università di Monaco e Berlino. Indicò Heinrich Brunn a Monaco e von Wilamowitz-Moellendorff come i suoi insegnanti più influenti. Rehm conseguì il dottorato nel 1896 con la dissertazione Mythographische Untersuchungen über griechische Sternsagen ("Studi mitografici sulle leggende stellari greche") presso l'Università di Monaco. Dal 1897 al 1898 viaggiò con una borsa di studio in Italia, Grecia e Asia Minore, dove entrò per la prima volta in contatto con scavi archeologici. Nei successivi dieci anni insegnò latino e greco nelle scuole superiori di Ratisbona, Ansbach e Monaco.  Nel 1903 l'Istituto Archeologico Austriaco lo elesse membro corrispondente. Nello stesso anno accompagnò Rudolf Herzog allo scavo dell'Asclepieion di Coo e poi portò alla luce i frammenti di parapegma trovati a Mileto con Hermann Diels. Nel 1905 e nel 1906 accompagnò Theodor Wiegand nei suoi scavi vicino a Mileto e Didyma per conto dei Musei Reali di Berlino. Nel 1906 Rehm ricevette anche una chiamata dall'Università di Monaco alla cattedra di filologia classica e pedagogia (come successore di Iwan von Müller), che accettò. Nel 1913 fu co-fondatore dell'Associazione Amici del Ginnasio Umanistico. Nel 1914 fu ammesso all'Accademia Bavarese delle Scienze. Intraprese il suo ultimo importante viaggio di ricerca nel 1924 per conto dell'Accademia delle scienze prussiana quando visitò le isole dell'Egeo per raccogliere materiale per il Corpus Inscriptionum Graecarum.
Nell'anno accademico 1930/1931 Rehm fu rettore dell'Università di Monaco. In un discorso del rettore dal titolo Neuhumanismus einst und jetzt affrontò le questioni contemporanee degli studi classici e della loro didattica. Durante i disordini studenteschi di destra radicale durante il suo anno di rettorato, Rehm fu in grado di preservare la libertà di insegnamento dell'università attraverso il suo comportamento calmo. Dopo l'inizio della dittatura nazionalsocialista, Rehm prese le distanze da questa ideologia e scelse l'emigrazione interna. Nel 1937, poco dopo il suo pensionamento, si dimise per motivi politici e ideologici dalla redazione della rivista Philologus, di cui era co-editore dal 1917. Durante la seconda guerra mondiale e nei primi anni del dopoguerra, Rehm cercò di mantenere i progetti di insegnamento e ricerca a Monaco; a lui si deve in particolare la salvezza del Thesaurus Linguae Latinae. Fu coinvolto nella fondazione della commissione internazionale dei thesaurus il 7 aprile 1949.  Dal maggio 1945 al febbraio 1946, Rehm fu il primo rettore ad interim dell'Università di Monaco dopo la guerra. Dal 1946 fino alla sua morte insegnò di nuovo come docente universitario. Rehm divenne membro corrispondente dell'Accademia tedesca delle scienze di Berlino nel 1947 e membro a pieno titolo nel 1949.
I figli di Albert Rehm furono il filologo Bernhard Rehm (1909-1942), direttore generale del Thesaurus Linguae Latinae, del 1942 caduto in guerra, lo scienziato agrario Sigmund Rehm (1911-2001) e la dottoressa Maria Petersen (nata Rehm) (1912-2008).

## Contributi
Albert Rehm ha dato numerosi contributi sia all'istruzione che alla scienza specialistica, in particolare per gli studi sulla vita reale: contribuì il volume Exakte Wissenschaften ("Scienze esatte") per l'Einführung in die klassische Philologie di Alfred Gercke e Eduard Norden, oltre a numerosi saggi e oltre 30 articoli per la Real Encyclopedia of Classical Classical Studies (RE). Pubblicò anche preziosi scritti di epigrafia e archeologia.
In pedagogia, Rehm cercò di riformare il sistema educativo per affrontare la crisi educativa e socio-politica del periodo tra le due guerre. Si occupò (non solo nel suddetto discorso del Rettore) del concetto di umanesimo e sostenne un rinnovamento del concetto di umanesimo tradizionale a partire dal XIX secolo. Per raggiungere questo obiettivo, lui e persone affini fondarono nel 1913 l'Associazione degli amici del ginnasio umanistico di Monaco, che cercò di ristabilire dopo l'era nazista e che fondò nel 1948.
Nell'insegnamento accademico, Rehm preferiva gli scritti di Platone e Tucidide e, in questo contesto, si occupava della storia della letteratura greca. La sua cronologia dei discorsi di Stato di Demostene, presentata in un saggio nel 1924, non è stata superata per molto tempo.
Nel 1905, Rehm fu il primo a postulare la tesi che il meccanismo di Antikythera fosse una macchina calcolatrice astronomica.